# Joanna z Tuluzy

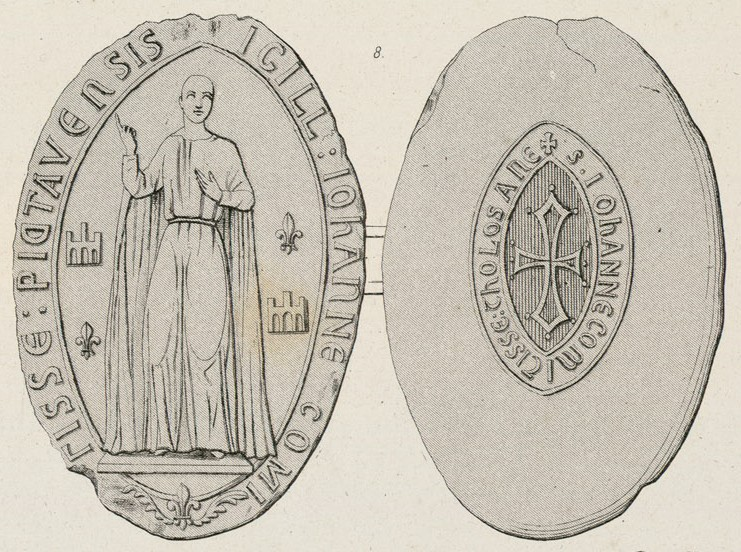
Pięczęć Joanny z Tuluzy. Na awersie, w otoku tytulatura „Pieczęć Joanny hrabiny Poitou” (łac. [S]igill Iohanne Comitisse Pidtavensis). Na rewersie w centrum herb hrabstwa Tuluzy, w otoku tytulatura „Pieczęć Joanny hrabiny Tuluzy” (łac. S.[igill] Iohanne Comitisse Tholosane)

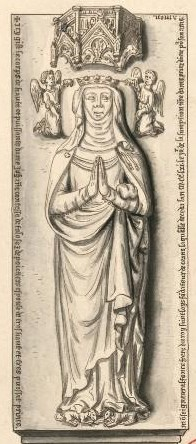
Nagrobek Joanny z Tuluzy

Joanna z Tuluzy (ur. 1220, zm. 25 sierpnia 1271 w Corneto, niedaleko Sieny) – córka Rajmunda VII hrabiego Tuluzy i Sanczy, córki króla Aragonii i hrabiego Prowansji Alfonsa II. Od 1234 roku żona Alfonsa z Poitiers, w 1249 roku odziedziczyła po ojcu hrabstwo Tuluzy. Zmarła dzień po swym mężu, w trakcie powrotu z wyprawy krzyżowej do Egiptu. Po jej śmierci, pomimo innego brzmienia jej testamentu, wszystkie jej i Alfonsa ziemie weszły w skład domeny królewskiej.

## Życiorys
W 1225 roku została zaręczona z Hugonem, synem Hugona X, hrabiego La Marche. Na mocy postanowień z Melun i Paryża (1229) i dzięki papieskiej dyspensie, została w wieku 9 lat zaręczona z Alfonsem z Poitiers, młodszym bratem króla Francji Ludwika Świętego. Od tego momentu wychowywała się na dworze królewskim w północnej Francji. Nie jest jasne kiedy odbyły się zaślubiny, pewna jest data dzienna 13 marca, za roczną przyjmowany jest albo 1234, albo 1241. Faktem jest, że 24 czerwca 1241 roku w Saumur Alfons został przez starszego brata pasowany na rycerza i objął we władanie, nadane mu testamentem przez ojca Ludwika VIII, Poitou i Owernię. W skład jej posag, zgodnie z literą postanowień z 1229 roku, weszły: księstwo Narbony, południowa część okręgu Albi (Albigeois), Castres i Mirepoix.
Zaraz po objęciu przez Alfonsa swego dziedzictwa przeciw jego władzy zbuntował się Hugo X z La Marche (niedoszły teść Joanny), oburzony obniżeniem pozycji w hierarchii feudalnej (przestał być królewskim parem, a stał się wasalem drugiego stopnia) i żądaniem zwrócenia warowni nadanych mu niegdyś, jako rękojmi niedoszłego małżeństwa z królewską siostrą Izabelą, przez Ludwika IX. Do jego buntu przyłączyła się większość baronów księstwa, a także ojciec Joanny Rajmund VII. Do konfliktu przystąpił też król Anglii Henryk III. Punktem zwrotnym wojny, którą prowadził głównie król Ludwik była bitwa pod Taillebourgiem z 22 lipca 1242 roku, po której Hugo X poddał się władzy Alfonsa. Ojciec Joanny, po początkowych sukcesach w końcu pokonany przez króla i opuszczony przez lenników, zmuszony był błagać Ludwika o wybaczenie. Pokój podpisany w styczniu 1241 roku w Lorris zobowiązywał go do wygnania heretyków i udania się na krucjatę do Ziemi Świętej.
Rajmund miał dołączyć do króla Ludwika na miejscu, Ludwik 25 sierpnia 1248 wypłynął z portu śródziemnomorskiego w Aigues-Mortes w kierunku Egiptu. Towarzyszyć bratu mieli Alfons z Joanną. Oboje powinni wsiąść na statek w Marsylii, jednak spóźnili się i wyruszyli dopiero na wiosnę przyszłego roku, gdy rozpoczął się nowy sezon żeglugowy. Mimo początkowych sukcesów wyprawa okazała się klęską, a król, a wraz z nim Alfons dostali się do niewoli, Joanna była w tym czasie w bezpiecznym miejscu wraz z żoną Ludwika IX Małgorzatą. Po wykupie król postanowił pozostać w Palestynie, natomiast jego brat Karol Andegaweński, Alfons i Joanna powrócili do Francji, gdzie regencję sprawowała ich matka Blanka Kastylijska. Alfons został współregentem. Stan ten trwał aż do powrotu Ludwika, w lipcu 1254 roku.
Rajmund VII nie zdążył wyruszyć na krucjatę, zmarł 27 września 1249 roku. Pod nieobecność Joanny i Alfonsa Blanka objęła w zarząd hrabstwo Tuluzy. Rajmund zapisał wszystkie swoje posiadłości Joannie, jednak Alfons unieważnił ten zapis, gdyż zgodnie z postanowieniami traktatu paryskiego z 1229 roku, miał zagwarantowane objęcie wszystkich ziem Rajmunda po jego śmierci. Wkrótce po powrocie z Ziemi Świętej Alfonsa dotknął paraliż, dzięki pomocy żydowskiego lekarza odzyskał jednak częściową władzę w członkach. Joanna z mężem mieszkali głównie w Paryżu w pałacu nazwanym Hôtel d'Autriche.
Joanna i Alfons wyruszyli wraz z Ludwikiem także na jego drugą wyprawę krzyżową (1270) do Tunisu. Ta zakończyła się całkowitą klęską, w czasie jej trwania zmarł na dyzenterię Ludwik IX. W czasie powrotu do Francji 21 sierpnia 1271 roku zmarł też Alfons, przygotowując nową krucjatę, kilka dni po nim zmarła Joanna. Zostali pochowani w katedrze w Savonie. Nie mieli dzieci. Joanna, tak jak ojciec, sporządziła za wiedzą Alfonsa testament, datowany 23 czerwca 1270 roku, którym całość swych ziem, z wyłączeniem okręgu Venaissin, które zapisała bratu Alfonsa Karolowi Andegaweńskiemu, wtedy już królowi Sycylii, przekazywała swej krewniaczce Filipie z Lomagne, córce Arnaud Odona III wicehrabiego Lomagne i Auvillars. Jednak wszystkie ogromne posiadłości Alfonsa i Joanny odziedziczył syn Ludwika Filip III, nowy król Francji, który włączył je do domeny królewskiej, co zostało potwierdzone decyzją parlamentu z 1274 roku, unieważniającą ostatnią wolę Joanny. Karol Andegaweński starał się jeszcze przeforsować podział całości ziem Joanny i Alfonsa w rodzinie królewskiej, jego starania jednak zakończyło postanowienie parlamentu z 1283 roku, który orzekł, że kiedy wymiera boczna linia rodu królewskiego, jej apanaż wraca do domeny. W 1895 roku została beatyfikowana przez papieża Leona XIII.

## Wywód genealogiczny
|  |                                              |  |  |  |  |  |  |  |  |  |  |  |  |
|  | Rajmund V (1134–1194), hr. Tuluzy            |  |  |  |  |  |  |  |  |  |  |  |  |
|  |                                              |  |  |  |  |  |  |  |  |  |  |  |  |
|  |                                              |  |  |  |  |  |  |  |  |  |  |  |  |
|  | Rajmund VI (1156–1222), hr. Tuluzy           |  |  |  |  |  |  |  |  |  |  |  |  |
|  |                                              |  |  |  |  |  |  |  |  |  |  |  |  |
|  |                                              |  |  |  |  |  |  |  |  |  |  |  |  |
|  | Konstancja (ok. 1124–1176)                   |  |  |  |  |  |  |  |  |  |  |  |  |
|  |                                              |  |  |  |  |  |  |  |  |  |  |  |  |
|  |                                              |  |  |  |  |  |  |  |  |  |  |  |  |
|  | Rajmund VII (1197–1249), hr. Tuluzy          |  |  |  |  |  |  |  |  |  |  |  |  |
|  |                                              |  |  |  |  |  |  |  |  |  |  |  |  |
|  |                                              |  |  |  |  |  |  |  |  |  |  |  |  |
|  | Henryk II (1133–1189), kr. Anglii            |  |  |  |  |  |  |  |  |  |  |  |  |
|  |                                              |  |  |  |  |  |  |  |  |  |  |  |  |
|  |                                              |  |  |  |  |  |  |  |  |  |  |  |  |
|  | Joanna (1165–1199)                           |  |  |  |  |  |  |  |  |  |  |  |  |
|  |                                              |  |  |  |  |  |  |  |  |  |  |  |  |
|  |                                              |  |  |  |  |  |  |  |  |  |  |  |  |
|  | Eleonora (1122/24–1204)                      |  |  |  |  |  |  |  |  |  |  |  |  |
|  |                                              |  |  |  |  |  |  |  |  |  |  |  |  |
|  |                                              |  |  |  |  |  |  |  |  |  |  |  |  |
|  | Joanna z Tuluzy                              |  |  |  |  |  |  |  |  |  |  |  |  |
|  |                                              |  |  |  |  |  |  |  |  |  |  |  |  |
|  |                                              |  |  |  |  |  |  |  |  |  |  |  |  |
|  | Ramon Berenguer IV (1113–1162), kr. Aragonii |  |  |  |  |  |  |  |  |  |  |  |  |
|  |                                              |  |  |  |  |  |  |  |  |  |  |  |  |
|  |                                              |  |  |  |  |  |  |  |  |  |  |  |  |
|  | Alfons II (1157–1196)                        |  |  |  |  |  |  |  |  |  |  |  |  |
|  |                                              |  |  |  |  |  |  |  |  |  |  |  |  |
|  |                                              |  |  |  |  |  |  |  |  |  |  |  |  |
|  | Petronela (1135–1174)                        |  |  |  |  |  |  |  |  |  |  |  |  |
|  |                                              |  |  |  |  |  |  |  |  |  |  |  |  |
|  |                                              |  |  |  |  |  |  |  |  |  |  |  |  |
|  | Sancza Aragońska                             |  |  |  |  |  |  |  |  |  |  |  |  |
|  |                                              |  |  |  |  |  |  |  |  |  |  |  |  |
|  |                                              |  |  |  |  |  |  |  |  |  |  |  |  |
|  | Alfons VII (1105–1157)                       |  |  |  |  |  |  |  |  |  |  |  |  |
|  |                                              |  |  |  |  |  |  |  |  |  |  |  |  |
|  |                                              |  |  |  |  |  |  |  |  |  |  |  |  |
|  | Sancza (1155–1208)                           |  |  |  |  |  |  |  |  |  |  |  |  |
|  |                                              |  |  |  |  |  |  |  |  |  |  |  |  |
|  |                                              |  |  |  |  |  |  |  |  |  |  |  |  |
|  | Ryksa (1130/1140–1185)                       |  |  |  |  |  |  |  |  |  |  |  |  |
|  |                                              |  |  |  |  |  |  |  |  |  |  |  |  |
|  |                                              |  |  |  |  |  |  |  |  |  |  |  |  |